# Симеоново (област Ямбол)
Вижте пояснителната страница за други значения на Симеоново.
Симеоново е село в Югоизточна България. То се намира в община Тунджа, област Ямбол.

## История
Старото име на селото е Отманли, което през 1864 г. е заселено с черкези. След 1878 г. черкезите го напускат и на тяхно място идват българи.

## Религии
Традиционната и единствена религия в селото е източноправославното християнство.
През 2024 година е осветена черквата в селото „Свето Рождество Богородично“. Строежът на храма започва през 2015 година. На 4-ти ноември 2024 година е извършено освещаването на храма от Сливенски митрополит Арсений.

## Културни и природни забележителности
Еркесията е отбранителен ров между Средновековна България и Византия, който е бил разположен от Дебелт до полите на Родопите. В по-голямата си част, около 60 км, валът се намира на територията на община Тунджа. Валът е най-добре запазен в района на село Симеоново. Еркесията е най-голямото, най-известното и най-дългото запазено защитно землено укрепление в Европа, очертаващо обширната територия на България през VIII–X век. Съоръжението е дълго 148 километра и е видимо от Космоса.
Край Симеоново е и единственото известно находище на блестящо лале (Tulipa splendens).

## Редовни събития
Съборът на селото е на 16 май.

## Личности
- Стоян Зурлев (1925 – 1993), български партизанин, генерал-майор
- Христо Кортенски (1924 – 2002), български учен, генерал-майор